# Rapetosaurus krausei
Il rapetosauro (Rapetosaurus krausei) era un dinosauro erbivoro vissuto nel 
Cretaceo superiore in Madagascar.

## Un "titano" ben conosciuto

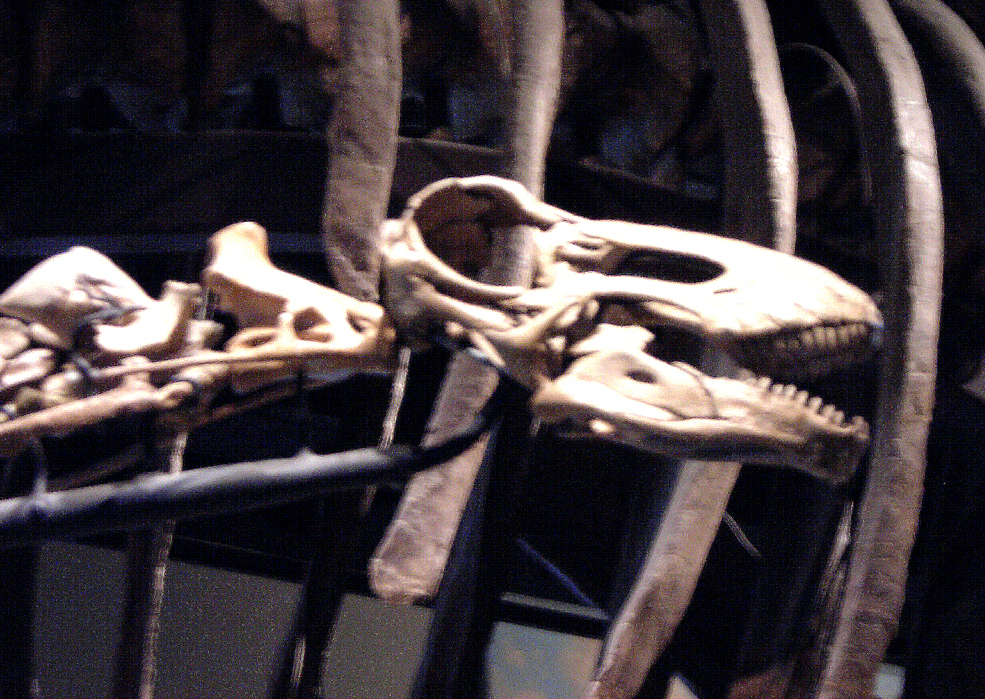
Cranio di R. krausei

Il nome di questo dinosauro, descritto nel 2001 dalle paleontologhe Kristina Curry Rogers e Catherine Forster, deriva da quello di un malvagio gigante della mitologia malgascia. I resti di questo dinosauro comprendono scheletri quasi completi e, soprattutto, un cranio perfettamente conservato.
È il primo titanosauro noto attraverso resti quasi completi. Il ritrovamento di questo animale ha aiutato tantissimo nella comprensione di questo gruppo misterioso di sauropodi. 
I resti quasi completi appartengono a un giovane, mentre altri tre esemplari incompleti sono riferibili ad adulti. Il rapetosauro doveva essere un classico titanosauro, con una coda relativamente corta per un sauropode, un collo molto lungo e un corpo massiccio simile a quello di un elefante, sorretto da quattro arti colonnari. Il cranio, molto simile a quello di un diplodocide, aveva un muso lungo e stretto, mentre le narici erano posizionate in cima al cranio. I denti simili a matite erano utili per strappare le foglie degli alberi. Le dimensioni di questi animali dovevano essere di circa 15-16 metri di lunghezza e 20 tonnellate di peso.

## Una formazione prolifica
I resti fossili sono stati rinvenuti nella Formazione Maevarano, nei pressi di Mahajanga nel nordovest del Madagascar. Le rocce sono datate circa 70-66 milioni di anni fa, a metà del Maastrichtiano. I resti sono stati rinvenuti nel 1991, ma solo una decina di anni dopo è stato possibile descrivere l'animale.
Oltre a questo dinosauro, la zona ha prodotto un gran numero di resti di altri animali, inclusi pesci, rane, tartarughe, serpenti, coccodrilli (Mahajangasuchus), uccelli (Vorona) e mammiferi (un dente di marsupiale). Naturalmente, erano presenti anche altri dinosauri, come il grande teropode predatore Majungatholus e il piccolo Masiakasaurus, probabilmente ittivoro.

## Cranio rivelatore

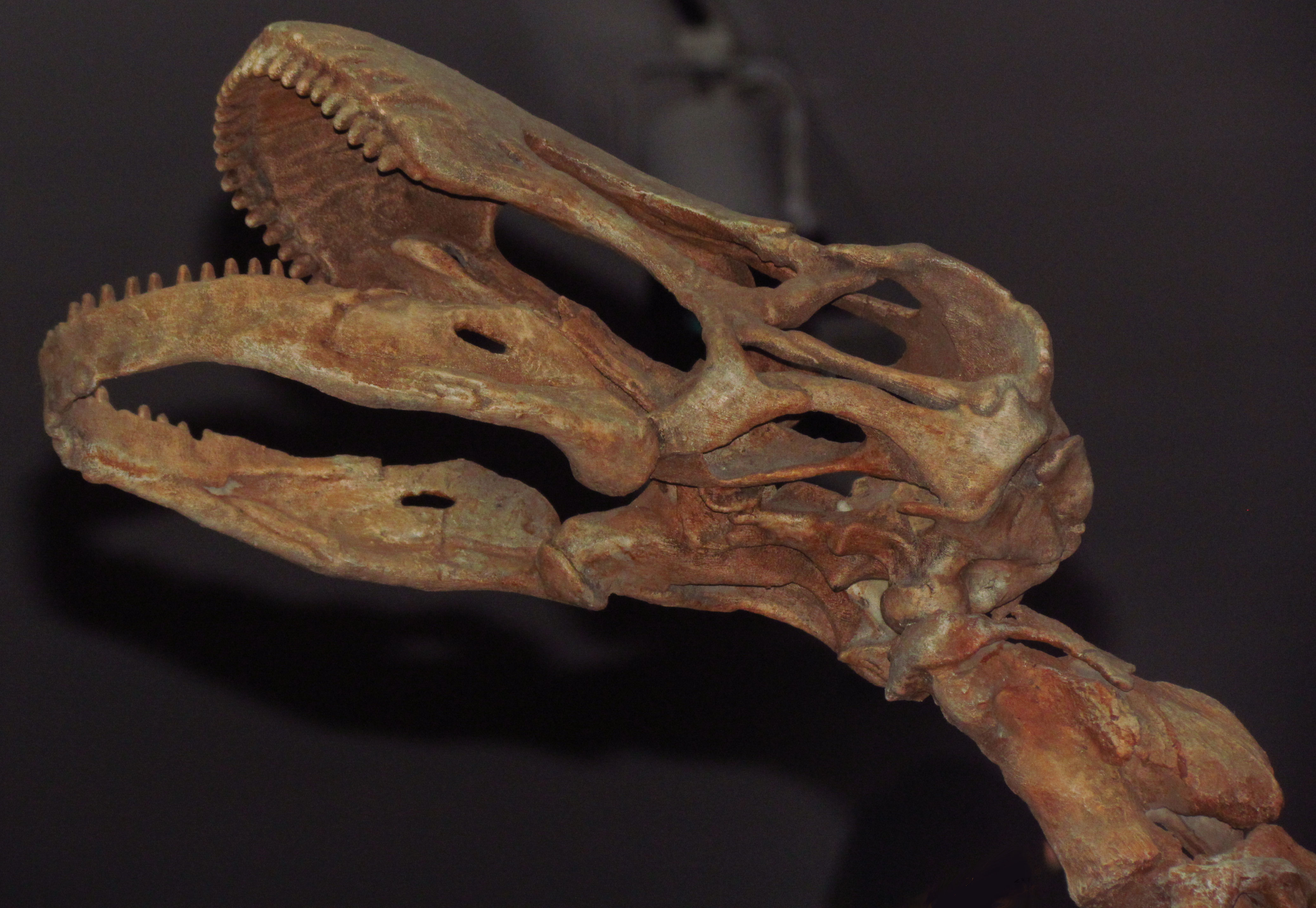
Cranio di Rapetosaurus krausei

Fino al momento della scoperta di Rapetosaurus, poco o nulla era conosciuto del cranio dei titanosauri. Il cranio del dinosauro malgascio, se non altro, dimostra che almeno alcuni tipi di titanosauri possedevano una testa simile a quella dei diplodocidi, con le narici in cima al muso lungo e basso. Ciò ha condotto a ritenere che le forme ascritte alla famiglia dei nemegtosauridi (Quaesitosaurus e Nemegtosaurus) potessero essere incluse nei titanosauri e non nei diplodocoidi.

## Ontogenesi
Nell'aprile del 2016, è stato annunciato il ritrovamento di un raro esemplare di cucciolo di Rapetosaurus, all'interno della collezione museale da parte della paleontologa Kristina Curry Rogers et al. Il giovane animale doveva avere un peso di circa 40 kg (88 libbre) ed aveva appena 39-77 giorni al momento della sua morte. Secondo le stime, al momento della schiusa un Rapetosaurus doveva pesare appena 3,4 kg (7,8 libbre). Sulla base di questi dati e del rimodellamento osseo del campione, si pensa che i giovani sauropodi fossero indipendenti dalla nascita e che non ricevessero cure parentali dai genitori. Inoltre l'analisi delle ossa indica che il giovane Rapetosaurus era probabilmente morto di fame a causa della dura siccità del Madagascar Cretacico.